# Qenos
Qenos ist ein australisches Chemieunternehmen. Es stellt an den Standorten Altona (bei Melbourne) und Botany Bay (Sydney) als einziger australischer Produzent vor allem Polyethylen her, darüber hinaus auch Spezialpolymere und anderes. Produziert wird hauptsächlich für den australischen Markt, auf dem Qenos mit etwa 70 % Anteil bei PE führend ist. Ein weiterer wichtiger Absatzmarkt ist Neuseeland. 
Das Unternehmen wurde 1999 als 50:50 Joint Venture von Orica und Kemcor Holdings gegründet; Kemcor wiederum war ein Joint Venture von Exxon Chemical Olefins Australia und Mobil Australia Finance Co. (deren US-amerikanische Mutterkonzerne Exxon und Mobil Oil fusionierten Ende 1999 zu ExxonMobil). Zum Start beschäftigte Qenos rund 1.200 Mitarbeiter.
Im Oktober 2005 wurde die Übernahme von Qenos durch den staatlichen chinesischen Konzern ChemChina zu einem Mindestpreis von 200 Mio. Australischen Dollar vereinbart, die Transaktion war im Frühjahr 2006 abgeschlossen.
Qenos war weltweiter Pionier bei der Verwendung von HDPE für Rohre.